# ナヌマンガ島
ナヌマンガ島（Nanumanga）もしくはナヌマガ島（Nanumaga）は、ツバルの島・環礁で、同国を構成する地区でもある。面積はおよそ3km2。2002年国勢調査時点の人口は589人であった。1986年、海中に沈んだナヌマンガ洞穴で先史時代の火の使用痕跡が見つかったことから、オセアニアの考古学者の間で話題になった。

## 地理
4つの島に3つのラグーンがあり、うち最大のラグーンはヴァイアトア（Vaiatoa）と呼ばれる。マングローブや乾燥下でも生育できる植物が植わっている。南北に細長い楕円形をしていて、最北端はテ・カウパパ岬、最南端はテ・パパ岬という。
島の西部にトンガ村（308人）とトケラウ村（281人）の2村がある。

## 選挙区
ナヌマンガ島には、ツバル議会の選挙区のひとつが割り振られている。定数はほかの選挙区と同じ2。直近の2024年の総選挙では、モニーズ・ラファイとハモア・ホロナが当選した。